# 菲斯克角
菲斯克角（英語：Cape Fiske），是南極洲的海岬，位於帕爾默地東岸，處於史密斯半島東端，在1940年12月由美國研究隊拍攝空中照片，以氣候學家命名，現時由南極條約體系管理。

## 外部連結
. . United States Geological Survey.   [2012-03-24].
74°21′S 60°27′W / 74.350°S 60.450°W